# Berville (Seine-Maritime)
Berville település Franciaországban, Seine-Maritime megyében. Lakosainak száma 709 fő (2022. január 1.). Berville Amfreville-les-Champs, Boudeville, Doudeville, Étalleville, Lindebeuf, Ouville-l’Abbaye és Prétot-Vicquemare községekkel határos.

## Népesség
A település népességének változása:
| Lakosok száma | 597  | 635  | 650  | 649  | 665  | 680  | 687  | 694  | 709  |
|               | 2013 | 2015 | 2016 | 2017 | 2018 | 2019 | 2020 | 2021 | 2022 |